# Hypostomus
Hypostomus es el mayor género de coroncoros o "bagres acorazados", peces de agua dulce de la familia Loricariidae. Incluye al popular pez de acuario plecostomus (anteriormente descrito como Plecostomus plecostomus). Sin embargo, aún es muy discutida la clasificación de la familia Loricariidae.
Han sido incluidos en el género Hypostomus, los antiguos géneros Aphanotorulus, Cheiridodus, Cochliodon, Isorineloricaria, Plecostomus, Squaliforma y Watawata. Sin embargo, no se ha aclarado una mejor manera de dividir el género. La taxonomía de Hypostomus y las relaciones filogenéticas entre las especies y de este con otros géneros aún están poco estudiadas. Sin embargo, se han establecidos pequeños clados monofiléticos con especies, tales como los grupos H. unicolor y H. cochliodon. Algunos autores consideran que Aphanotorulus, Isorineloricaria y Squaliforma son géneros separados, basados en la información molecular.
Los estudios realizados con algunos representantes del género de Hypostominae mostraron que dentro de este grupo, el número diploide oscila entre 2n = 52 y 2n = 80. La supuesta amplia diversidad cariotípica dentro de la familia Loricariidae o la subfamilia Hypostominae se restringiría casi exclusivamente al género Hypostomus, mientras que las especies de los otros géneros habrían conservado un número diploide.

## Distribución y hábitat
Son peces de agua dulce, originarios de Sudamérica. Se distribuyen ampliamente por el continente. La máxima diversidad en el número de especies de Hypostomus se produce en los ríos del sistema Paraná-Paraguay.
Se encuentran en casi todos los hábitat acuáticos, desde los grandes ríos hasta los arroyos pequeños. Su hábitat típico aguas en movimiento relativamente rápido sobre lechos de grava de poca profundidad. Muchas especies habitan también en corrientes lentas y lagunas de las tierras bajas. Generalmente se encuentran asociadas con la madera sumergida, pero muchas especies se pueden encontrar entre las rocas, en el manantiales del piedemonte con flujo moderado a rápido. Habitan en diversos sustratos, como el barro, detritus, grava y arena. Muchas especies se reproducen en agujeros excavados en los bancos de barro o en troncos huecos.

## Descripción y ecología
Como las demás especies de la familia, las de este género tienen una boca en forma de ventosa en la parte inferior de la cabeza y a usan en conjunto con las aletas pectoral, pélvica y caudal, para interactuar con las rocas de fondo. Los dientes en forma de peine de la zona inferior de la boca sirven para recolectar las algas verdes en el fondo del río. Con la ayuda de la ventosa, que les sirve como ancla, en conjunto con los arcos de espinas de las aletas pectoral y pélvica son capaces de sostenerse mientras exploran el substrato. Además, su gran aleta caudal cóncava se asocia con la locomoción rápida en distancias cortas.
Presentan placas a manera de armadura sobre su cuerpo. La coloración es variable entre las especies de Hypostomus: las hay con un fondo de color blanco y manchas negras o con fondo marrón y manchas oscuras la mayoría, o incluso de fondo negro con manchas rojas, doradas, o blancas. El abdomen también varía en color, desde blanco hasta negro. La mayoría de las especies tienen una capacidad bien desarrollada para alterar el color de acuerdo al sustrato. La aleta caudal se bifurca con el lóbulo inferior más largo que alto. La mayoría de las especies tienen un cuerpo de apariencia robusta, pero algunas tienen cuerpos más esbeltos.
En la mayoría de las especies, los machos desarrollan odontoies (dientes dérmicos) hipertrofiados sobre la parte delantera de la espina de la aleta pectoral y al final de la espina pueden ser más grandes. En algunas especies, los machos también pueden desarrollar odontoides hipertrofiados en el cuerpo, durante la época reproductiva.
Son bien conocidos por su capacidad para respirar aire. Esto se logra a través de un estómago ligeramente modificada que es más grande y más delgado. Para respirar aire deben orientarse verticalmente.
Miden en promedio 30 cm de longitud. Con excepción de H. sculpodon, presentan una especie de joroba.
Junto con las del género Panaque, las especies del grupo de  H. cochliodon, son las únicas xiófagas de la familia Loricariidae y digieren la madera usando dientes especializados en forma de cuchara. H. hemicochliodon y H. sculpodon parecen ser intermedias entre las demás especies de Hypostomus y el grupo H. cochilodon pues consumen madera, aunque en menor proporción y no tienen dientes especializados; muchos otros Hypostomus de vez en cuando comen la madera, pero solo representa una fracción muy pequeña de su dieta.

## Especies
Lista de acuerdo con Armbruster (se indica la referencia para las especies nuevas):
| - H. affinis - H. agna - H. alatus - H. albopunctatus - H. ammophilus - H. ancistroides - H. angipinnatus - H. annae - H. argus - H. asperatus - H. aspilogaster - H. atropinnis - H. auroguttatus - H. basilisko - H. biseriatus - H. bolivianus - H. borellii - H. boulengeri - H. brevicauda - H. brevis - H. carinatus - H. carvalhoi - H. chrysostiktos - H. cochliodon - H. commersoni - H. coppenamensis - H. corantijni - H. cordovae - H. crassicauda - H. denticulatus - H. derbyi - H. dlouhyi - H. eptingi - H. ericae - H. ericius - H. faveolus - H. fluviatilis - H. fonchii - H. francisci - H. garmani - H. gomesi - H. goyazensis - H. gymnorhynchus - H. hemicochliodon - H. hemiurus - H. heraldoi - H. hermanni - H. hondae | - H. hoplonites - H. horridus - H. iheringii - H. interruptus - H. isbrueckeri - H. itacua - H. jaguribensis - H. johnii - H. khimaera - H. laplatae - H. latifrons - H. latirostris - H. levis - H. lexi - H. lima - H. longiradiatus - H. luteomaculatus - H. luteus - H. macrophthalmus - H. macrops - H. macushi - H. margaritifer - H. meleagris - H. micromaculatus - H. microstomus - H. multidens - H. mutucae - H. myersi - H. nematopterus - H. niceforoi - H. nickeriensis - H. niger - H. nigromaculatus - H. nudiventris - H. obtusirostris - H. occidentalis - H. oculeus - H. pagei - H. panamensis - H. pantherinus - H. papariae - H. paucimaculatus - H. paucipunctatus - H. paulinus - H. peckoltoides - H. phrixosoma - H. piratatu - H. plecostomoides - H. plecostomus - H. pseudohemiurus | - H. punctatus - H. pusarum - H. pyrineusi - H. regani - H. renestoi - H. rhantos - H. robinii - H. rondoni - H. roseopunctatus - H. saramaccensis - H. scabriceps - H. scaphyceps - H. sculpodon - H. seminudus - H. simios - H. sipaliwinii - H. soniae - H. spinosissimus - H. squalinus - H. strigaticeps - H. subcarinatus - H. surinamensis - H. tapanahoniensis - H. taphorni - H. tapijara - H. tenuicauda - H. tenuis - H. ternetzi - H. tietensis - H. topavae - H. unae - H. unicolor - H. uruguayensis - H. vaillanti - H. variipictus - H. varimaculosus - H. variostictus - H. ventromaculatus - H. vermicularis - H. villarsi - H. virescens - H. waiampi - H. watwata - H. weberi - H. winzi - H. wuchereri |